# Société académique de Nantes et de Loire-Atlantique
Vous pouvez aider à l'améliorer ou bien discuter des problèmes sur sa page de discussion.
- Il est à actualiser. Certains passages sont obsolètes ou annoncent des événements désormais passés. (Marqué depuis août 2023)
- Il se contredit lui-même. Présidente différente dans le texte et l'infobox. (Marqué depuis août 2023)

La Société académique de Nantes et de Loire-Atlantique est une société savante fondée à Nantes en 1798.

## Historique
En 1798, trente-et-un  Nantais fondent une société savante dont l'activité s'est poursuivie depuis lors sous diverses dénominations, avec cependant une interruption formelle entre 1816 et 1818 et une « mise en sommeil » entre 1916 et 1952. 

### Origines
La fondation de cette société a lieu à la fin de la Première République, alors que Nantes sort d'une période de crise politique et militaire aigüe dans la période allant de mars 1793 (début de la guerre de Vendée, puis période de la Terreur) à 1795 (traité de paix avec les chefs vendéens, après la chute de Robespierre en 1794). La fondation d'une société savante marque le retour à une sociabilité traditionnelle dans la haute société cultivée.
Son but, selon les statuts originels, est de « travailler au perfectionnement des sciences et arts par des recherches non interrompues, par la publication des découvertes, par la correspondance libre et non convenue avec d'autres Sociétés savantes. » et « Suivre les travaux scientifiques, mécaniques et littéraires[...] ».

### Développements ultérieurs
La société académique de Nantes est reconnue d'utilité publique depuis 1887.
À partir de 1954, elle publie un bulletin trimestriel, Les Annales de Nantes et du pays nantais, publié sous ce nom jusqu'en 2006 et sous le nom de Neptuna depuis le numéro 300.

### Dénomination successives
Elle a été successivement appelée :
- « Institut départemental des sciences et des arts de la Loire-Inférieure », nom d'origine du 16 août 1798 ;
- « Société des sciences et des arts du département de la Loire-Inférieure » du 15 mai 1802 au 1er février 1816 ;
- « Société académique du département de la Loire-Inférieure », après sa recréation le 19 juillet 1817, les activités reprenant vraiment le 28 janvier 1818 ;
- « Société royale académique du département de la Loire-Inférieure » à partir du 1er février 1831 ;
- « Société académique de Nantes et du département de la Loire-Inférieure » après la révolution de 1848 et l'avènement de la Deuxième République ;
- « Société académique de Nantes et de Loire-Atlantique » à la suite du changement du nom du département en 1957.

## Personnalités

### Liste de ses présidents
- 1798-1799 : Pierre de Gay
- 1800 : Pierre-Louis Athénas
- 1801 : Charles Marie Richard, dit « Richard jeune »
- 1801 : Jean-Baptiste Huet de Coëtlisan
- 1802 : Étienne-François Le Tourneur
- 1803 : Jean-Alexandre Dubochet
- Godefroy Redon de Belleville (1804-1805)
- Jean-Baptiste Huet de Coëtlisan (1806-1807, 1808)
- François Blanchard de La Musse (1809-1811)
- Nicolas Le Deist de Kerivalant (1812)
- Prosper de Barante (1813)
- Jean-François Le Boyer (1814)
- Jean-Marie Nicolas Fréteau (1815)
- Jean-Marie Nicolas Fréteau (1818-1820)
- Jean-François Le Boyer (1821)
- François-Vincent Palois (1822)
- Jean-Baptiste Pierre Thomine (1823-1825)
- Augustin Darbefeuille (1826)
- Charles Christophe Pelage Laennec (1827)
- Pierre François Marie Ursin (1828)
- Julien Fouré (1829)
- Joseph Michel Félicité Vincent Robineau de Bougon (1830-1831)
- Jean-Alexandre Dubochet (1832)
- Louis-François de Tollenare (1833)
- François-Vincent Palois (1834-1836)
- Julien Fouré (1837)
- Adolphe Billault (1838-1839)
- Bernard Jean-Baptiste Christophe Sallion	(1840)
- Camille Mellinet (1841)
- Emmanuel Halgan (1842-1843)
- Charles Besnard de La Giraudais (1844-1845)
- Jean Marie Auguste Mareschal (1846)
- Évariste Colombel (1847-1848)
- Jean-Charles Renoul (1849)
- Jules Aristide Gély (1850)
- Louis Grégoire (1851)
- Mareschal (1852)
- Jules-Théodore-Armand Vandier (1853)
- Évariste Colombel	(1854)
- Eugène Charles Bonamy (1855)
- Adolphe Bobierre	(1856)
- Félix Fournier, ecclésiastique (1857-1858)
- Jean-Baptiste-Léonce Malherbe (1859)
- Olivier de Sesmaisons	(1860)
- Charles Gustave Moriceau (1861)
- Anthime Armand Gustave Ménard	(1862)
- Ferdinand Blanchet	(1863)
- Vincent Papin de La Clergerie (1864)
- Adolphe Bobierre (1865)
- Rousseau (1866)
- Édouard Dufour (1867)
- Daniel-Lacombe (1868)
- Petit	(1869-1870)
- François-Pierre Doucin (1871)
- Théophile Laënnec (1872)
- Charles Robinot-Bertrand (1873)
- 1874 : Paul Le Houx (de La Bernardière)
- Eugène Lambert (1875)
- Jules Lefeuvre (1876)
- Constant Merland (1877)
- Bernard Abadie	(1878)
- Olivier-Jean-Pierre Biou (1879)
- Jean-Baptiste-Léonce Malherbe (1880)
- Léon Maître, historien (1881)
- Louis Linyer (1882)
- Jean-Numa Lapeyre (1883)
- Charles Morel (1884)
- Julien Guénel (1885)
- Eugène Orieux (1886)
- Dr Raingeard (1887)
- Alcide Leroux (1888)
- Ambroise Andouard (1889)
- Julien Merland	(1890)
- Dr Guillemet (1891)
- Larocque (1892)
- Eugène Livet (1892)
- Dr G. Gourraud (1893)
- Joseph Gahier (1894)
- Gustave Ollive	(1895)
- Émile Gadeceau (1896)
- Louis Poisson (1897)
- Louis Linyer (1898)
- Gabriel Hervouët (1899)
- Julien Tyrion (1900)
- Francis Merlant (1901)
- Georges Guillou (1902)
- Picart (1903)
- Alexandre Vincent (14 janvier 1904)
- Jean Albert Riondel(17 janvier 1905)
- Maurice Schwob, journaliste (1906)
- Alcide Dortel (1907)
- Gaëtan de Wismes (1908-1909)
- Pierre Baranger (1910-1911)
- Louis Fortineau (1912-1913)
- Étienne Poirier (1914-1915)
- Félix Libaudière (1916)
- Marguerite Allotte de La Fuÿe (1952)
- André Guillon (1953 - novembre 1955)
- Auguste Pageot	(Novembre 1955 – novembre 1962)
- Alfred Gernoux	(1963 – avril 1973)
- Xavier du Boisrouvray (1974)
- Jacqueline Hautebert (1975-1997)
- Claude Kahn (1998- 11 avril 2006)
- Xavier Trochu (11 avril 2006-26 mars 2008)
- Gilberte Martineau (depuis le 27 mars 2008)

### Membres notables
On trouve notamment :
- Achille Chaper
- Ange Guépin[8].
- Louis Bizeul[9]

## Activités actuelles de la société
Les Annales de la Société académique de Nantes, dont il existe aujourd'hui plus de 300 numéros, est publiée depuis le début du XXIe siècle sous le titre Neptuna, qui évoque la devise de la ville de Nantes (Favet Neptunus Eunti, « Neptune est favorable à celui qui va »). Ce faisant la revue, de trimestrielle, est devenue annuelle. 
Elle organise des conférences qui ont lieu à l'hôtel de ville de Nantes, ainsi que des concours de poésie.
Sa bibliothèque[Où ?] permet la consultation des nombreux ouvrages qu'elle a accumulés depuis deux siècles, ainsi que de sa revue.